# Les millors obres de la literatura catalana
Les millors obres de la literatura catalana és una col·lecció de literatura catalana, iniciativa conjunta d'Edicions 62 i de La Caixa i dirigida per Joaquim Molas. Constava en un principi de cent volums i inclou literatura catalana de tots els temps, des dels clàssics medievals (com Ausiàs March, Jaume Roig o Joanot Martorell) fins als grans autors del segle xx (Salvador Espriu, Narcís Oller o Josep Pla). Una primera sèrie va ser publicava entre 1978 i 1981. Els volums s'han anat reeditant fins a l'actualitat (alguns sota el segell d'Edicions 62). El 1994 es va decidir reprendre la col·lecció amb nous volums. El primer volum fou Elogi de la paraula i altres assaigs de Joan Maragall (editat el 1978) i l'últim de la primera sèrie Tirant lo Blanc de Joanot Martorell (núm. 100, editat l'any 1983). Popularment es coneix la col·lecció amb les sigles abreujades MOLC.

## Llista de les obres

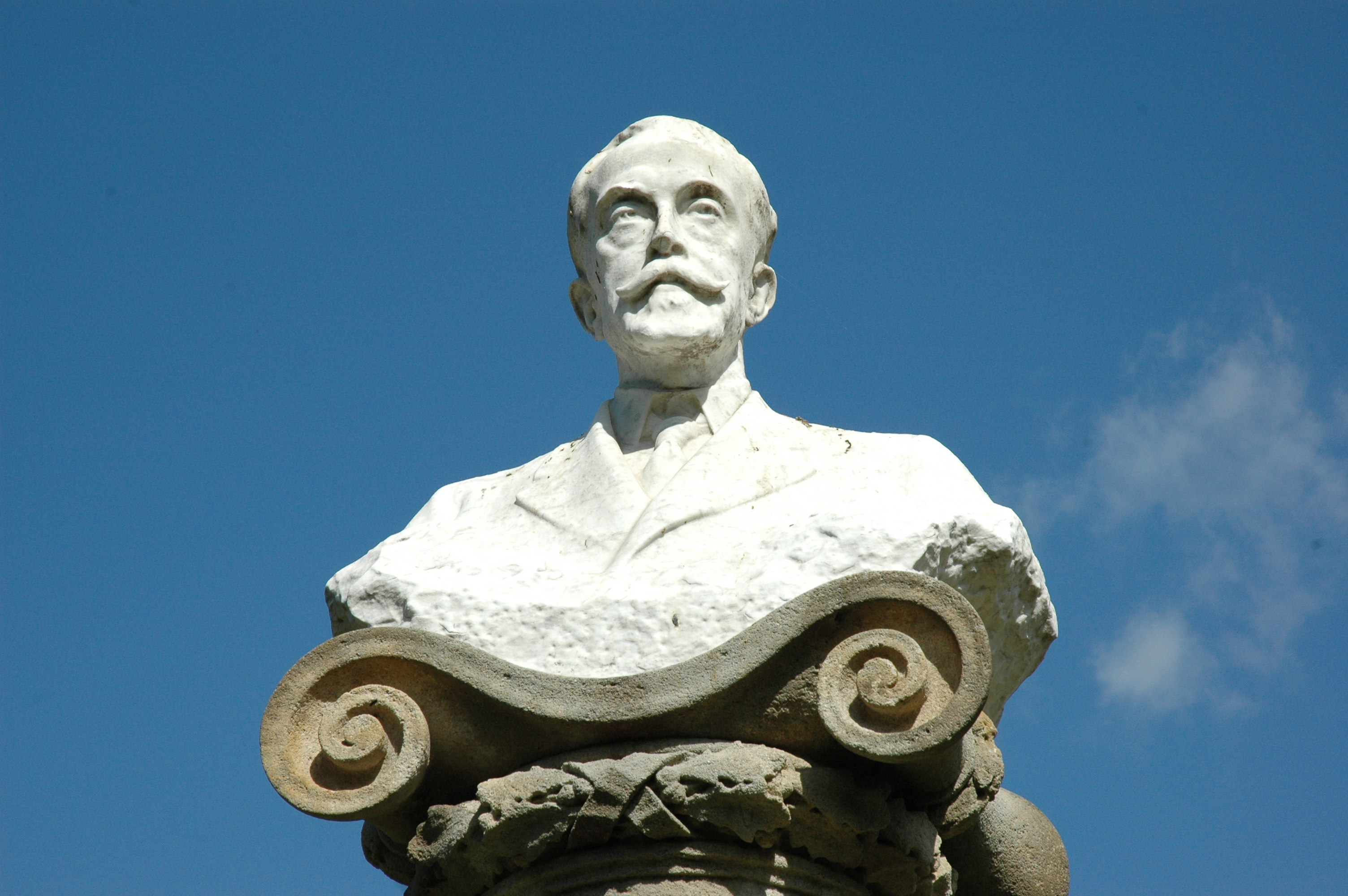
Estàtua de Joan Maragall i Gorina al Parc de la Ciutadella, obra d'Eusebi Arnau i col·locada el catorze de maig de 1913.

1. Elogi de la paraula i altres assaigs de Joan Maragall. A cura de Francesc Vallverdú.
2. Antologia poètica de Salvador Espriu. A cura de Josep Maria Castellet.
3. Espill o Llibre de les dones de Jaume Roig. A cura de Marina Gustà, pròleg de J. Bergés.
4. Jo! Memòries d'un metge filòsof de Prudenci Bertrana.
5. La Nacionalitat Catalana d'Enric Prat de la Riba.
6. L'Atlàntida de Jacint Verdaguer.
7. Contes de Narcís Oller. A cura d'Alan Yates.
8. Curial e Güelfa (anònim). A cura de Marina Gustà, pròleg de Giuseppe Edoardo Sansone.
9. Cròniques de la veritat oculta de Pere Calders.
10. Clàssics i moderns de Carles Riba. A cura de Joaquim Molas.
11. Poesies escollides de Josep Carner. A cura de Joan Ferraté.
12. La vida i la mort d'en Jordi Fraginals de Josep Pous i Pagès, pròleg de Jordi Castellanos.
13. Sainets del segle XIX. A cura de Xavier Fàbregas.
14. Poesia d'Ausiàs March. A cura de Joan Ferraté.
15. Laura a la ciutat dels sants de Miquel Llor.
16. Teatre de Josep Maria de Sagarra.
17. L'hereu Noradell de Carles Bosch de la Trinxeria, pròleg de Jordi Castellanos.
18. Tots els contes de Mercè Rodoreda.
19. Crònica, volum I de Ramon Muntaner. A cura de Marina Gustà, pròleg de Joan Fuster.
20. Crònica, volum II.
21. Les dones i els dies de Gabriel Ferrater.
22. Lo Catalanisme de Valentí Almirall.
23. Antologia general de la poesia catalana. A cura de Josep Maria Castellet i Joaquim Molas.
24. Jacobé i altres narracions de Joaquim Ruyra.
25. L'auca del senyor Esteve de Santiago Rusiñol.
26. Teatre d'Àngel Guimerà.
27. Solitud de Víctor Català.
28. La llengua catalana i la seva normalització de Pompeu Fabra. A cura de Francesc Vallverdú.
29. Vals de Francesc Trabal.
30. La família dels Garrigas de Josep Pin i Soler.
31. Antologia poètica de J.V. Foix. A cura de Pere Gimferrer.
32. Els Orígens del coneixement: la fam de Ramon Turró i Darder.
33. Contraban i altres narracions de Josep Pla. A cura de Josep Maria Castellet.
34. La ben plantada / Gualba, la de mil veus d'Eugeni d'Ors.
35. Les formes de la vida catalana de Josep Ferrater.
36. Llibre de meravelles de Ramon Llull. A cura de Marina Gustà.
37. Teatre de Joan Puig i Ferreter.
38. Totes les bèsties de càrrega de Manuel de Pedrolo.
39. Lo primer amor i altres narracions d'Emili Vilanova. A cura de Manuel Jorba.
40. La punyalada de Marià Vayreda.
41. Lo somni de Bernat Metge. A cura de Marta Jordà, pròleg de Giuseppe Tavani.
42. Entorn de la literatura catalana de la Restauració de Josep Yxart i de Moragas.
43. Bearn o la sala de les nines de Llorenç Villalonga.
44. Escrits sobre art de Joaquim Torres-Garcia. A cura de Francesc Fontbona.
45. Terres de l'Ebre de Sebastià Juan Arbó.
46. Teatre, amb obres de Carles Soldevila i Josep Maria Millàs-Raurell.
47. Romancer català, text establert per Manuel Milà i Fontanals. A cura de J. A. Paloma.
48. La febre d'or, I. La pujada de Narcís Oller.
49. La febre d'or, II. L'estimbada de Narcís Oller.
50. Tragèdia de Caldesa i altres proses de Joan Roís de Corella. A cura de Marina Gustà, pròleg de Francisco Rico.
51. Ariadna al laberint grotesc de Salvador Espriu.
52. Canigó de Jacint Verdaguer.
53. Indagacions i propostes de Joan Fuster.
54. Julita de Martí Genís.
55. Cap al tard / Poemes bíblics de Joan Alcover.
56. Teatre de Frederic Soler.
57. L'hostal de la Bolla / Flors del silenci de Miquel dels Sants Oliver.
58. Memòries, I. Cendra i ànimes. La matinada de Josep Maria de Sagarra.
59. Memòries, II. Entre Ariel i Caliban. Les fèrtils aventures. Dos anys a Madrid de Josep Maria de Sagarra.
60. Contes de Prudenci Bertrana.
61. Antologia poètica de Guerau de Liost. A cura d'Enric Bou.
62. Les bonhomies i altres proses de Josep Carner. ISBN 84-297-1738-2
63. Mort de dama de Llorenç Villalonga.
64. Teatre de Santiago Rusiñol.
65. Joan Endal de Josep Maria Folch.
66. La tradició catalana de Josep Torras i Bages.
67. Diari 1918 de J.V. Foix.
68. Tots els camins duen a Roma. Memòries, I de Gaziel.
69. Tots els camins duen a Roma. Memòries, II de Gaziel.
70. Teatre, amb obres de Josep Carner, Salvador Espriu i Joan Brossa.
71. Antologia poètica de Joan Maragall. A cura d'Arthur Terry.
72. El geni del país i altres assaigs de Josep Pla. A cura de Josep Maria Castellet.
73. Novel·les amoroses i morals. A cura d'Arseni Pacheco i A. Bover i Font.
74. Glossari d'Eugeni d'Ors. A cura de Josep Murgades.
75. Poesia, amb obres de Joan Salvat-Papasseit, Bartomeu Rosselló-Pòrcel i Màrius Torres.
76. Crònica de Bernat Desclot. A cura de Miquel Coll.
77. Teatre modernista, antologia amb En Joan de l'os, Justícia! i La barca dels afligits d'Apel·les Mestres, Les garses d'Ignasi Iglésias, Misteri de dolor d'Adrià Gual i Els zin-calós i El casament d'en Tarregada de Juli Vallmitjana. A cura de Xavier Fàbregas.
78. Camins de França I de Joan Puig i Ferreter.
79. Camins de França II de Joan Puig i Ferreter.
80. Nacionalisme i federalisme d'Antoni Rovira i Virgili.
81. Antologia poètica de Carles Riba. A cura d'Enric Sullà.
82. Llibre d'Evast e Blanquerna de Ramon Llull. A cura de Maria Josepa Gallofré, pròleg de Lola Badia.
83. Drames rurals / Caires vius de Víctor Català.
84. Valentina de Carles Soldevila.
85. Narrativa de Raimon Casellas.
86. Crònica o llibre dels Feits de Jaume I. A cura de Ferran Soldevila.
87. Horacianes i altres poemes de Miquel Costa i Llobera.
88. Incerta glòria, I de Joan Sales.
89. Incerta glòria, II, seguida d'El vent de la nit, de Joan Sales.
90. Teatre barroc i neoclàssic, amb Amor, Firmesa i Porfia de Francesc Fontanella i Lucrècia i Rosaura o el més constant amor de Joan Ramis. A cura de Maria Mercè Miró i Jordi Carbonell, pròleg de Giuseppe Grilli.
91. Obra lírica, amb obres de Gilabert de Próixita, Andreu Febrer, Melcior de Gualbes i Jordi de Sant Jordi. A cura de Martí de Riquer.
92. Mirall trencat de Mercè Rodoreda.
93. Antologia de contes catalans, I, per Joaquim Molas.
94. Antologia de contes catalans, II, per Joaquim Molas.
95. Teatre medieval i del Renaixement, a cura de Josep Massot.
96. Blandín de Cornualla i altres narracions en vers dels segles XIV i XV. A cura d'Arseni Pacheco.
97. Poemes escollits de Pere Quart. A cura de Joan-Lluís Marfany.
98. Lo Crestià (selecció) de Francesc Eiximenis. A cura d'Albert Hauf.
99. Tirant lo Blanc, I de Joanot Martorell. A cura de Martí de Riquer.
100. Tirant lo Blanc, II de Joanot Martorell. A cura de Martí de Riquer.
101. Ronda naval sota la boira de Pere Calders.
102. Dietari (1979-1980) de Pere Gimferrer.
103. Contes 1947-1969 de Jordi Sarsanedas.
104. Antologia poètica de Joan Vinyoli.
105. Paraules d'Opòton el vell d'Avel·lí Artís Gener.
106. Teatre, amb Ball robat de Joan Oliver, Homes i no de Manuel de Pedrolo, Desig de Josep Maria Benet i Plany en la mort d'Enric Ribera de Rodolf Sirera Turó.
107. Un lloc entre els morts de Maria Aurèlia Capmany.
108. Dietari dispers (1918-1984) de Marià Manent.
109. Poemes escollits (antologia) de Joan Brossa. A cura de Glòria Bordons.
110. Míster Evasió de Blai Bonet.
111. Notícia de Catalunya de Jaume Vicens Vives.
112. Poesia, amb Cant i paraules de Clementina Arderiu, El Senyal de Tomàs Garcés i Cantilena de Josep Sebastià Pons.
113. Crònica de Pere III el Cerimoniós. A cura d'Anna Cortadellas, pròleg de Jocelyn Hillgarth.
114. El temps de les cireres de Montserrat Roig.
115. Vita Christi de sor Isabel de Villena.
116. Llibre de cavalleries de Joan Perucho. ISBN 978-84-297-4075-2
117. Cavalls cap a la fosca de Baltasar Porcel. ISBN 978-84-297-4098-1
118. Viatge a Alemanya i altres nacions d'Antoni Maria Alcover. ISBN 978-84-297-4109-4
119. Breviari cívic de Joan Fuster. ISBN 978-84-297-4121-6
120. Tots tres surten per l'Ozama de Vicenç Riera Llorca. ISBN 978-84-297-4130-8
121. Combat de nit de Josep Maria Espinàs. ISBN 978-84-297-4151-3
122. Estudis literaris de Jordi Rubió. ISBN 978-84-297-4162-9
123. L'experiència de l'art d'Antoni Tàpies. ISBN 978-84-297-4175-9
124. Deu poetes d'ara (antologia), diversos autors (Pere Gimferrer, Feliu Formosa, Narcís Comadira, Francesc Parcerisas, Marta Pessarrodona, Miquel Bauçà, Miquel Martí i Pol, Joan Margarit, Jaume Vallcorba i un més). ISBN 978-84-297-4194-0
125. Vuit narradors actuals (antologia), diversos autors (en ordre alfabètic: Jaume Cabré, Jordi Coca, Terenci Moix, Jesús Moncada, Baltasar Porcel, Carme Riera, Miquel Àngel Riera, Montserrat Roig). ISBN 978-84-297-4218-3